# Pekan Olahraga Nasional/Badminton
Badminton wird bei den Pekan Olahraga Nasional in Indonesien seit der ersten Ausgabe im Jahr 1948 gespielt.

## Sieger
| Saison    | Herreneinzel                          | Dameneinzel                         | Herrendoppel                                                | Damendoppel                                                    | Mixed                                                         | Herrenteam  | Damenteam         |
| --------- | ------------------------------------- | ----------------------------------- | ----------------------------------------------------------- | -------------------------------------------------------------- | ------------------------------------------------------------- | ----------- | ----------------- |
| 1948      | nicht ausgetragen                     | nicht ausgetragen                   | nicht ausgetragen                                           | nicht ausgetragen                                              | nicht ausgetragen                                             | Surakarta   | nicht ausgetragen |
| 1951      | nicht ausgetragen                     | Teng Koen Liong (Jawa Timur)        | nicht ausgetragen                                           | nicht ausgetragen                                              | Ong Tjiauw Tjiang Teng Koen Liong (Jawa Timur)                | Jakarta     | nicht ausgetragen |
| 1953      | nicht ausgetragen                     | Ong Hong Nio (Jawa Tengah)          | nicht ausgetragen                                           | Teng Koen Liong Tio Siam Tie (Jawa Timur)                      | nicht ausgetragen                                             | Jakarta     | nicht ausgetragen |
| 1957      | nicht ausgetragen                     | Ong Hong Nio (Jawa Tengah)          | nicht ausgetragen                                           | Oei Lin Nio Rosnida Nasution (Sumatra Utara)                   | Tjiue Wie Hong Goei Ing Nio (Jawa Tengah)                     | Jawa Tengah | nicht ausgetragen |
| 1961 2000 | keine Daten                           | keine Daten                         | keine Daten                                                 | keine Daten                                                    | keine Daten                                                   | keine Daten | keine Daten       |
| 2004      | Taufik Hidayat (Jawa Barat)           | Silvi Antarini (Jakarta)            | Candra Wijaya Nova Widianto (Jakarta)                       | Liliyana Natsir Natalia Poluakan (Sulawesi Utara)              | Nova Widianto Vita Marissa (Jakarta)                          | Jakarta     | Jakarta           |
| 2008      | Simon Santoso (Jakarta)               | Adriyanti Firdasari (Jakarta)       | Bambang Suprianto Tony Gunawan (Jawa Timur)                 | Greysia Polii Natalia Poluakan (Jakarta)                       | Devin Lahardi Fitriawan Lita Nurlita (Jawa Barat)             | Jawa Tengah | Jakarta           |
| 2012      | Shesar Hiren Rhustavito (Jawa Tengah) | Bellaetrix Manuputty (Jakarta)      | Tontowi Ahmad Mohammad Ahsan (Jawa Tengah)                  | Nitya Krishinda Maheswari Pia Zebadiah (Jakarta)               | Ricky Karanda Suwardi Richi Puspita Dili (Jawa Barat)         | Jawa Tengah | Jawa Barat        |
| 2016      | Jonatan Christie (Jakarta)            | Fitriani (Jakarta)                  | Angga Pratama Markus Fernaldi Gideon (Jakarta)              | Anggia Shitta Awanda Della Destiara Haris (Jakarta)            | Praveen Jordan Melati Daeva Oktavianti (Jawa Tengah)          | Jawa Barat  | Jawa Barat        |
| 2021      | Panji Ahmad Maulana (Jawa Barat)      | Saifi Riska Nurhidayah (Jawa Barat) | Muhammad Shohibul Fikri Pramudia Kusumawardana (Jawa Barat) | Febriana Dwi Puji Kusuma Marsheilla Gischa Islami (Jawa Timur) | Rehan Naufal Kusharjanto Marheilla Gischa Islami (Jawa Timur) | Jakarta     | Jawa Timur        |
| 2024      | Richie Duta Richardo (Jawa Tengah)    | Sausan Dwi Ramadhani (Jawa Tengah)  | Galuh Dwi Putra Muhammad Gibran Arfiansyah (Jawa Barat)     | Ardita Anjani Titis Maulida Rahma (Jawa Tengah)                | Muhammad Rafi Alayman Jafar Farica Abela (Jawa Barat)         | Jawa Tengah | Jawa Tengah       |